# Tag der Zivilcourage

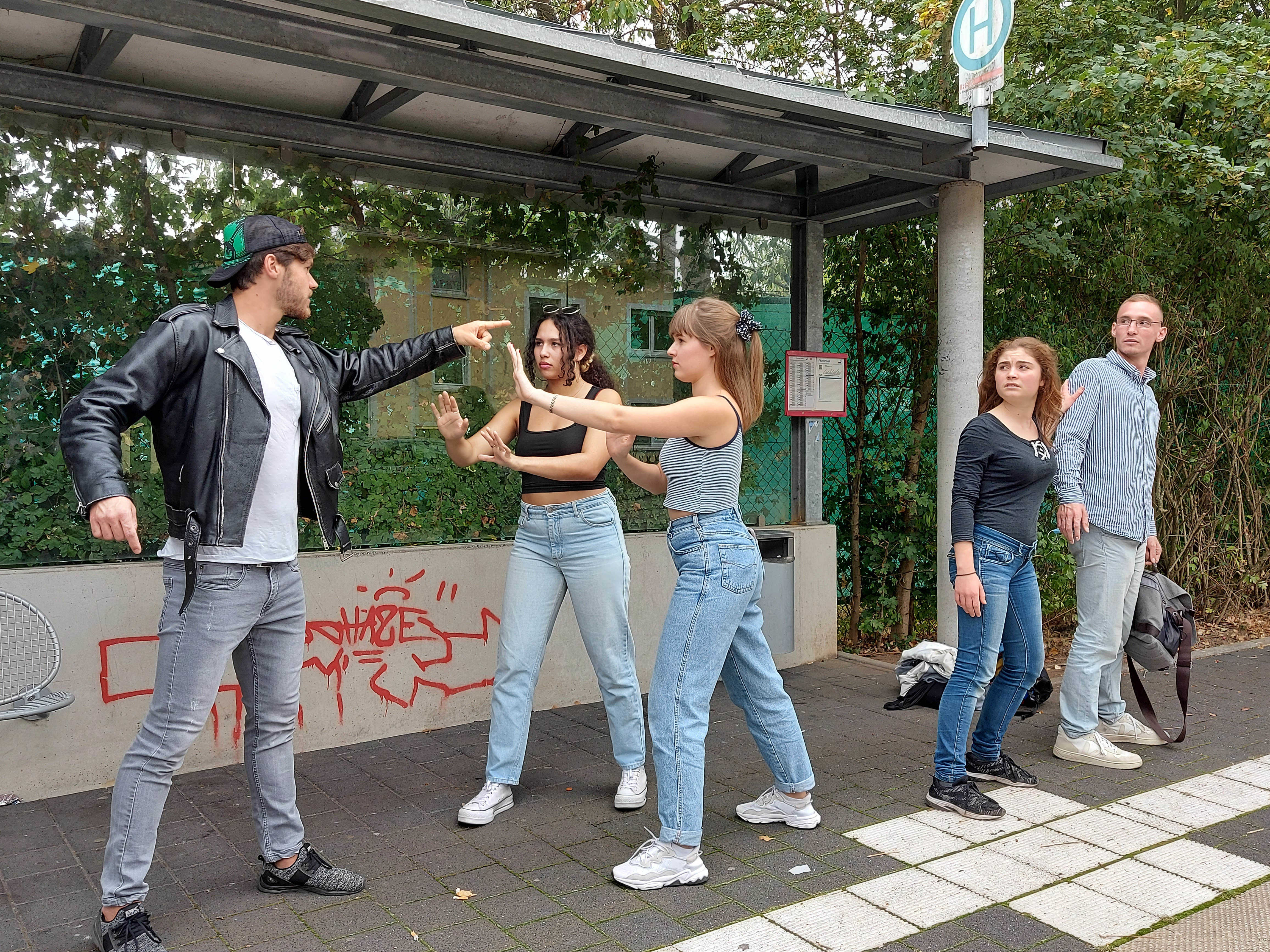
Beispielaktion am Tag der Zivilcourage 2020

Der Tag der Zivilcourage findet seit 2015 jährlich am 19. September statt. An diesem Tag werden in Deutschland bundesweit Aktionen durchgeführt, die Menschen ermutigen sollen, sich in der Öffentlichkeit für den Schutz ihrer Mitmenschen gegen Beleidigung, Diskriminierung, Bedrohung, Rassismus, Kriminalität, Fremdenfeindlichkeit und Gewalt einzusetzen. Die Hilfsorganisation Weißer Ring und die Polizei nutzen diesen Tag ebenfalls, um auf die Notwendigkeit von Zivilcourage aufmerksam zu machen.

## Geschichte
Der erste Tag der Zivilcourage wurde im September 2011 in Bremen durchgeführt, initiiert von dem lokalen Bündnis „Tu was! Zeig Zivilcourage!“. Im Juni 2012 fand in Bremen der erste Bundeskongress zum Thema Zivilcourage statt, bei dem die Teilnehmenden einen jährlichen, öffentlichkeitswirksamen Tag der Zivilcourage vereinbarten. 2015 erfolgte in Bad Aibling die offizielle Festlegung als jährlicher Aktionstag. Seitdem wird der Tag der Zivilcourage am 19. September in ganz Deutschland durchgeführt. Koordiniert wird der Tag der Zivilcourage durch das Bundesnetzwerk Zivilcourage (BNZC).

## Aktionstag 19. September

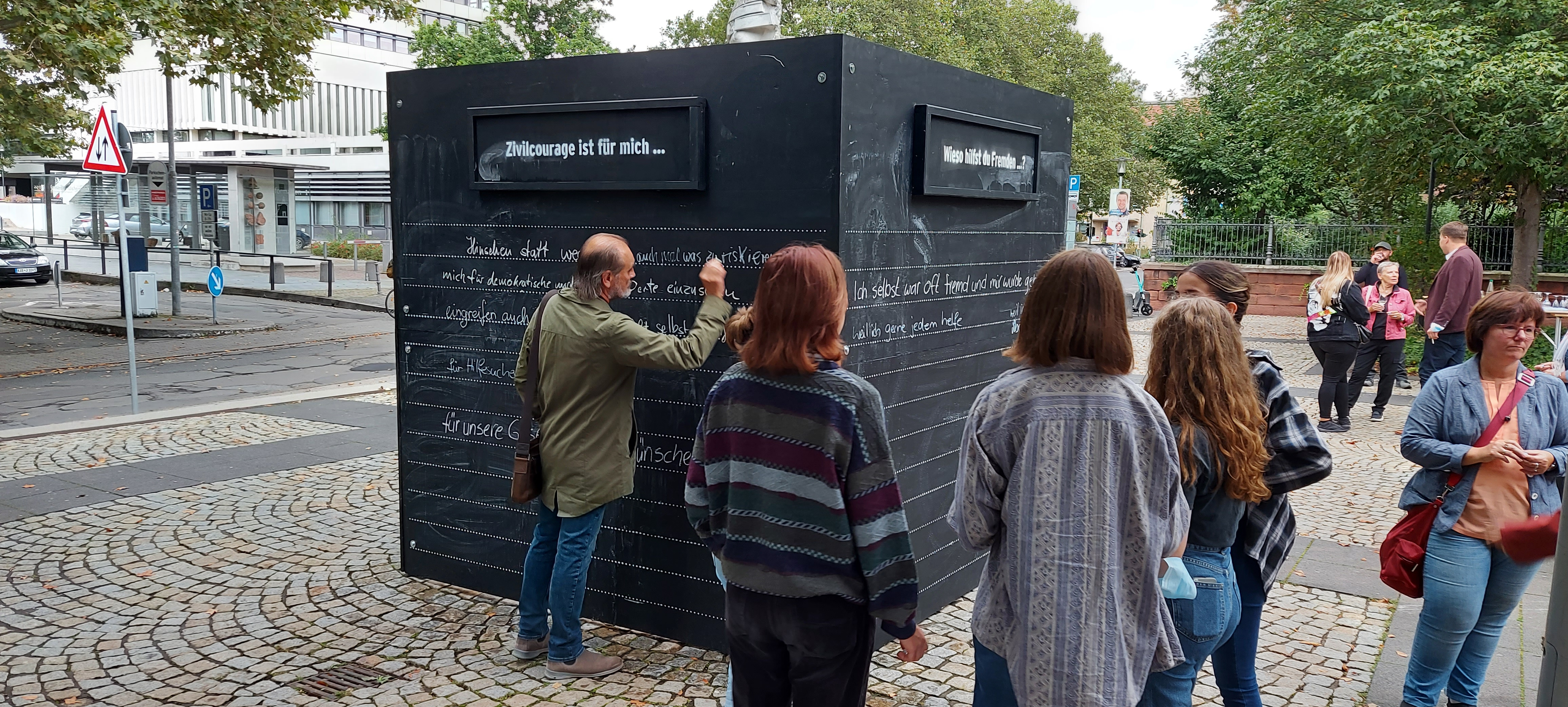
Courage-Kubus, Kunstaktion in Kaiserslautern zum Tag der Zivilcourage 2021

Am 19. September, dem Tag der Zivilcourage, führen in vielen Orten Deutschlands Vereine, Organisationen, Kommunen und Initiativen vielfältige Aktionen zum Thema Zivilcourage durch. Der Aktionstag soll darauf aufmerksam machen, dass Zivilcourage ein wesentlicher Baustein für Freiheit und Demokratie ist. Durch verschiedene Lernangebote erfahren Menschen jeden Alters, wie sie sich starkmachen und helfen können, wenn ein Mitmensch in der Öffentlichkeit bedrohlich angegangen oder gemobbt wird, oder wenn rassistische, sexistische oder sonstige diskriminierende Sätze fallen.
Der Tag der Zivilcourage hat sich bundesweit etabliert. So wurde er von der Opferschutzvereinigung Weißer Ring und von der Bundespolizei übernommen und wird auch von der Politik unterstützt.
2021 hat mit Buxtehude eine ganze Stadt den Aktionstag aufgegriffen. In Dresden fand an diesem Tag eine Kundgebung statt und in Kaiserslautern wurde das Kunstprojekt Courage-Kubus eröffnet. Die Stadt Magdeburg griff das Thema mit einer multimedialen Stadtralley-App Actionbound auf. In München stellten der Verein Zivilcourage für ALLE e.V. zusammen mit dem Liedermacher und Schauspieler Roland Hefter einen eigens dafür komponierten Zivilcourage-Song vor.

## Organisation

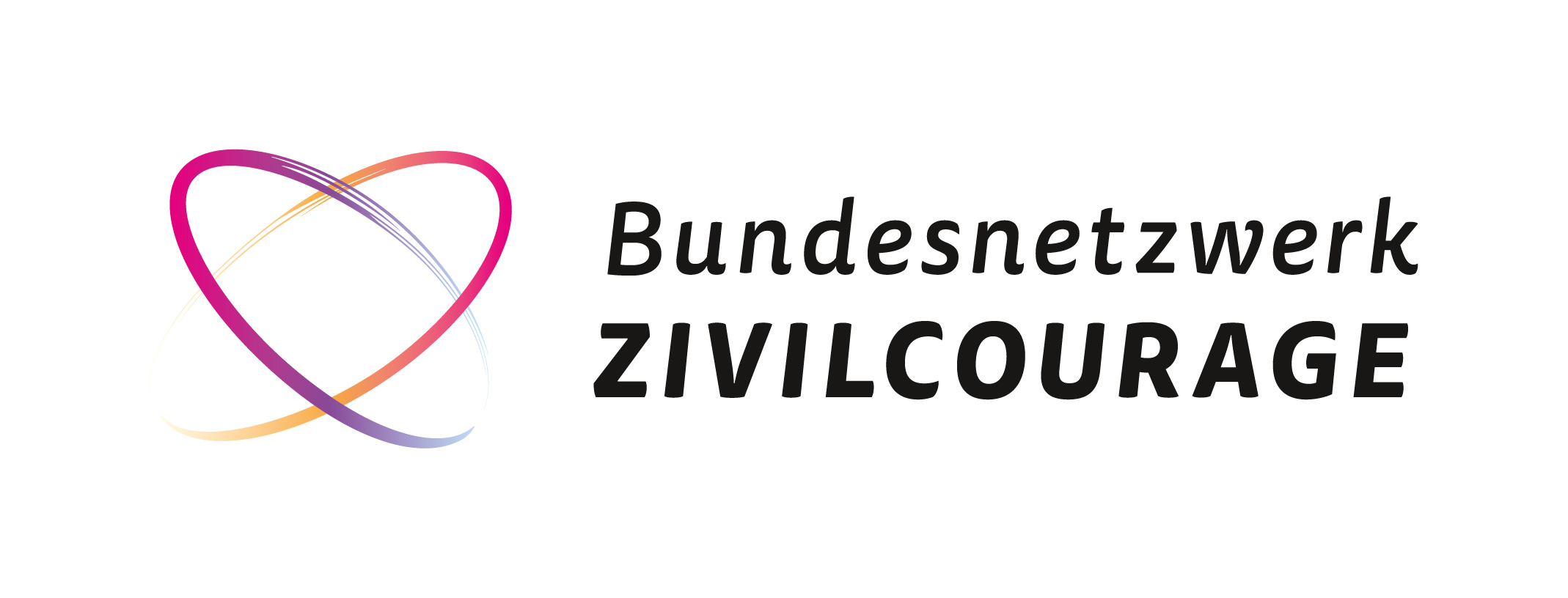
Logo des Bundesnetzwerks Zivilcourage

Das Bundesnetzwerk Zivilcourage (BNZC) ist Träger des Tags der Zivilcourage. Das BNZC traf sich 2012 erstmals in Bremen, gründete sich 2014 in Heppenheim und konstituierte 2015 in Bad Aibling. Mittlerweile umfasst das Bundesnetzwerk Zivilcourage als Dachorganisation 51 Vereine, Institutionen, Stiftungen, Organisationen und Einzelpersonen. Es wird von einem ehrenamtlichen Sprecherrat geführt und seit 2021 von einem Förderverein getragen. Zum Netzwerk zählen unter anderem Stiftungen wie die Dominik-Brunner-Stiftung, Vereine wie Aktion Zivilcourage in Pirna, der Verein Mut & Courage Bad Aibling, Fabian Salars Erbe mit seinem Courage!Office, der Verein Zivilcourage für ALLE in München sowie Einzelpersonen wie der Anti-Gewalt-Trainer Jens Mollenhauer aus Hamburg.
Das Netzwerk setzt sich für ein respektvolles Miteinander in der Gesellschaft ein. Dazu leistet es Aufklärungsarbeit und befähigt Menschen zur Hilfeleistung, wenn Mitbürger mit Hass und Gewalt angegriffen werden. Die Mitglieder des Netzwerkes stehen als Ansprechpartner für Fragen und Interviews zur Verfügung. Auch Medien stützen sich auf die Fachexpertise des BNZC wie z. B. die Süddeutsche Zeitung oder die ARD, indem sie Tipps und Hinweise verbreiten, wie man Mitmenschen vor Diskriminierung oder Angriffen schützen kann, ohne sich selbst in Gefahr zu bringen.
Das Netzwerk unterstützt sich auch wechselseitig mit Expertenwissen, Weiterbildungen, Informations- und Erfahrungsaustausch. Weitere Themen sind Digitale Zivilcourage, d. h. der Widerstand gegen Hass und Gewalt im Internet, sowie die Ausarbeitung von Forderungen an die Politik zur Stärkung von Opfern oder helfenden Personen.